# Мери-сюр-Уаз
Мери-сюр-Уаз (фр. Méry-sur-Oise) — муниципалитет во Франции, в регионе Иль-де-Франс, департамент Валь-д'Уаз. Население — 8929 человек (1999).
Муниципалитет расположен на расстоянии около 26 км северо-западнее Парижа, 10 км восточнее Сержи.

## Демография
Динамика населения (Cassini и INSEE):